# روبرت هيرد
روبرت هيرد (بالإنجليزية: Robert Heard)‏ هو صحفي وصحفي سياسي أمريكي، ولد في 10 أبريل 1930، وتوفي في 15 أبريل 2014.